# Parque nacional de Sembilang
El parque nacional de Sembilang es un parque nacional indonesio, que se extiende por 2.051 km² a lo largo de la costa este de Sumatra. 
El parque está dominado por pantanos y bosques de turba, como el vecino parque nacional de Berbak, y ambos parques son humedales de importancia internacional (sitio Ramsar). El parque está considerado como la comunidad de aves limícolas en el mundo, con 213 especies documentadas, y sostiene la mayor colonia de cría del mundo de tántalo malayo. Desde Palembang hasta el parque nacional de Sembilang se necesita una hora de coche más otra hora y media por barco y después una hora por tierra.